# Mali Baranivți, Sambir
Mali Baranivți (în ucraineană Малі Баранівці) este un sat în comuna Volea-Branețka din raionul Sambir, regiunea Liov, Ucraina.

## Demografie
Componența lingvistică a localității Mali Baranivți
     Ucraineană (100%)
Conform recensământului din 2001, toată populația localității Mali Baranivți era vorbitoare de ucraineană (100%).